# 摩尔多瓦护照
摩尔多瓦护照签发给摩尔多瓦共和国公民，用于国际旅行。护照由公共服务机构和摩尔多瓦驻外代表处签发。护照有效期为十年。对于七岁以下的儿童，有效期为四年。自 2006年1月1日起，摩尔多瓦公民可以同时持有两本护照，前提是已向当地护照办公室提交书面申请。

## 外观
摩尔多瓦护照封面正中央印有摩尔多瓦国徽。现行版本护照为勃艮第酒红色，旧版护照为淡蓝色。国徽上方有“REPUBLICA MOLDOVA（摩尔多瓦共和国）”字样，国徽下方有“PAşAPORT（护照）”字样（均为罗马尼亚语）。最下方为芯片护照符号。护照页数为32页。

## 旅行待遇

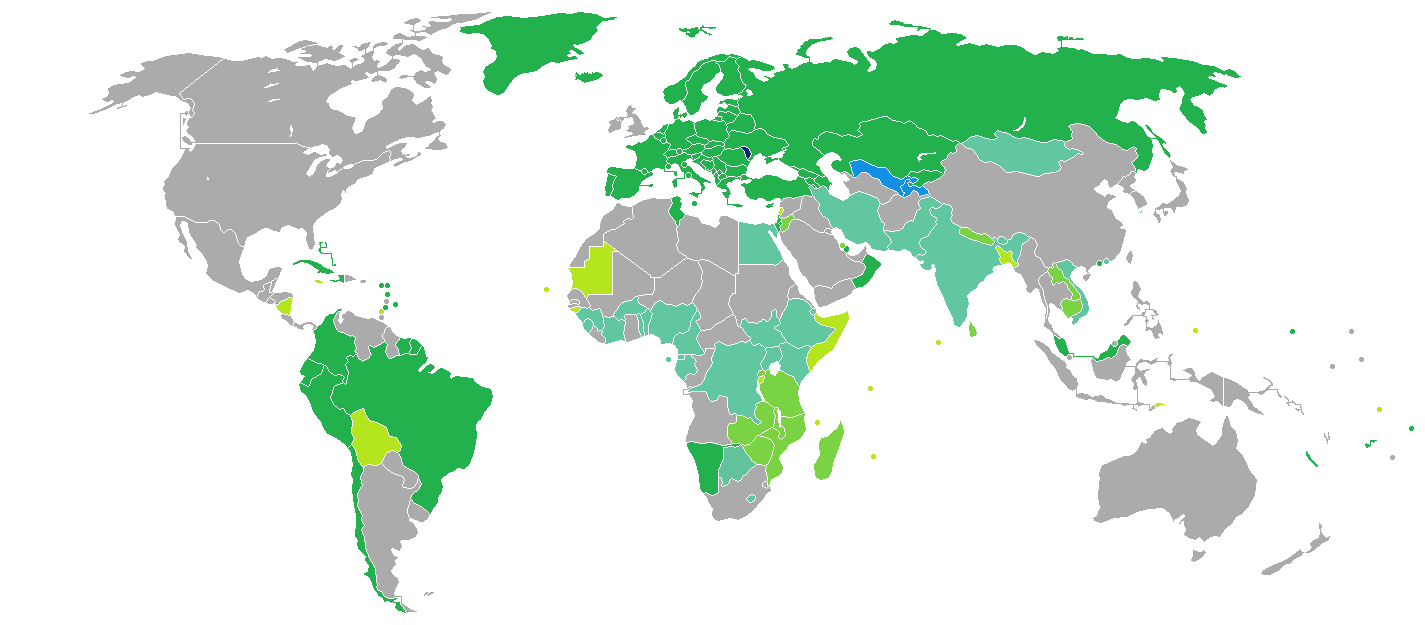
摩尔多瓦公民签证要求
摩尔多瓦
免签证
落地签证
电子签证
电子或落地签证
需预先申领签证

根据2025年1月8日发布的亨利护照指数，摩尔多瓦护照可免签证、落地签证或电子签证入境122个国家和地区，位居世界第44，与格鲁吉亚护照并列。